# 英国君主配偶列表
英國君主配偶是指《1707年聯合法令》生效以来歷任英国君主的配偶。他們雖沒有正式法律地位及權力，但他們身為君主配偶，通常對國政具有一定的影響力，並能夠據此左右君主的統治決定。
英女王伊莉莎白二世的丈夫愛丁堡公爵菲利普親王是迄今在位時間最長及在位時最為年長的英國君主配偶，於2021年去世時享年99歲，並已作為君主配偶在位達70年。他的岳母、英王喬治六世的妻子伊莉莎白王太后享年101歲，比其他君主配偶都要長壽，但她去世時已經不是在位君主的配偶（她的丈夫比她早50年去世）。
現任英國君主配偶是卡蜜拉王后。

## 歷史
自英格蘭王國和蘇格蘭王國在1707年根據《1707年聯合法令》合併為大不列顛王國至今，英國先後共有11名君主配偶。
自1727年起，由於漢諾威選帝侯喬治一世繼承了英國王位，故英國王后也隨之擁有漢諾威選帝侯夫人頭銜。漢諾威王國與英國其後在1814年組成共主聯邦，王后便自此兼任漢諾威王后。由於漢諾威實行的薩利克法規定禁止在有男性繼承人的前提下由女性繼承王位，共主聯邦在英女王維多利亞繼位後宣告結束，自艾伯特親王以後的英國君主配偶也不再使用任何漢諾威頭銜。

## 頭銜
在位英國君主的女性配偶皆可以享有「王后陛下（Her Majesty the Queen）」頭銜；但男性配偶則根據君主賜予的頭銜而有所不同，不會隨妻子一樣享有陛下敬稱且不會有加冕儀式。三名歷任的男性君主配偶均分別使用了不同的頭銜：
- 丹麥的喬治王子：英女王安妮的丈夫。喬治終其一生都未被授予王夫頭銜，但曾在妻子繼位前的1689年由前任君主威廉三世賜封爵位為坎伯蘭公爵，並自此使用「坎伯蘭公爵丹麥和挪威的喬治王子殿下」頭銜[5]。
- 薩克森-科堡-哥達的艾伯特王子：英女王維多利亞的丈夫。艾伯特沒有擁有任何英國貴族爵位；直到1857年他才獲妻子冊封為王夫，是英國歷史上唯一一位正式擁有王夫頭銜的男性君主配偶，並自此使用「王夫殿下」頭銜[6]。維多利亞原本想將艾伯特冊封為配國王，但遭到英國政府強烈反對才作罷[7]。
- 菲利普·蒙巴頓：英女王伊莉莎白二世的丈夫。菲利普在與伊莉莎白結婚前於1947年由岳父、英王喬治六世授予愛丁堡公爵爵位，後於1957年獲封為英國親王，並自此使用「愛丁堡公爵菲利普親王殿下」頭銜[8][9]。伊莉莎白二世曾建議將菲利普按艾伯特親王的先例封為王夫，但因菲利普推辭而作罷[10]。

## 特例
不是所有歷任英國君主的妻子都會成為王后。她們可能因為在丈夫即位前逝世、二人已經離婚、在丈夫退位後才結婚等各種因素而未獲王后頭銜。
- 策勒的索菲·多蘿西亞：漢諾威選帝侯格奧爾格一世·路德維希（後為英王喬治一世）的前妻、英王喬治二世的生母。索菲在1694年12月18日與丈夫離婚並被軟禁在阿爾登的一處別墅，故她在喬治一世於1714年8月1日繼位為英王時未獲冊封為王后[11]。
- 瑪麗亞·費茲荷伯特：英王喬治四世的第一任妻子。她與當時仍是威爾斯親王的喬治曾在1785年12月15日舉行婚禮，但由於二人之間的婚姻未按英國法律取得君主和樞密院的批准，婚姻被宣佈無效，喬治其後則與布藍茲維-沃爾芬比特爾的卡羅琳結婚，故她在喬治四世於1820年1月29日繼位為英王時未獲冊封為王后[12]。
- 華麗絲·辛普森：溫莎公爵愛德華王子（退位前為英王愛德華八世）的妻子。愛德華八世在1936年12月11日宣佈退位，並其後被冊封為溫莎公爵；兩人於1937年6月3日在法國結婚，故華麗絲·辛普森只擁有溫莎公爵夫人頭銜[13]。
- 黛安娜·斯賓塞女勳爵：英王查爾斯三世的前妻、威爾斯親王威廉和薩塞克斯公爵哈利王子的生母。黛安娜在1996年8月28日與丈夫離婚，並於1997年8月30日逝世，故她在查爾斯三世於2022年9月8日繼位為英王時未獲冊封為王后[14]。

布藍茲維-沃爾芬比特爾的卡羅琳亦是一個特例。她在丈夫英王喬治四世登基前就已經和他分居，但卡羅琳仍按照法律擁有王后頭銜。儘管是喬治四世的法定配偶，她仍被禁止參與前者的加冕典禮，並未被正式加冕為王后。喬治四世其後更要求英國政府向國會提交《1820年痛苦和刑罰草案》，以求解除二人的婚姻關係並褫奪卡羅琳的王后頭銜，但因民情洶湧而撤回。卡羅琳最終因病在翌年逝世，而喬治四世亦未再婚。
卡蜜拉·帕克·鮑爾斯由於被民衆認為是插足查爾斯三世（時為威爾斯親王）和威爾斯王妃黛安娜婚姻的第三者，英國王室曾在二人成婚時表示，卡蜜拉在查爾斯繼承王位後只會被封為王妃（Princess Consort；中文亦可譯為伴妃），而不是按慣例冊封為王后。英女王伊莉莎白二世在2022年慶祝登基白金禧紀念時正式表態，指希望卡蜜拉在查爾斯即位後成為王后；卡蜜拉最終在查爾斯登基後獲得王后頭銜。

## 歷任君主配偶
在11位歷任英國君主配偶中，有3名為男性，以粉藍色背景標示。
| 君主配偶                                                            | 君主配偶 | 君主配偶 | 君主配偶                  | 加冕典禮                | 結婚                                                                  | 結婚           | 參考 來源     |
| 姓名                                                                | 肖像     | 紋章     | 任期                      | 加冕典禮                | 配偶                                                                  | 結婚日期       | 參考 來源     |
| ------------------------------------------------------------------- | -------- | -------- | ------------------------- | ----------------------- | --------------------------------------------------------------------- | -------------- | ------------- |
| 斯圖亞特王朝                                                        |          |          |                           |                         |                                                                       |                |               |
| 丹麥和挪威的喬治王子1653年4月2日出生 1708年10月28日逝世             |          |          | 1707—1708年 （1年180天）  | 因身為男性配偶 而未加冕 | 英女王安妮1665年2月6日出生 1707年5月1日即位 1714年8月1日逝世          | 1683年7月28日  | [ 18 ]        |
| 漢諾威王朝                                                          |          |          |                           |                         |                                                                       |                |               |
| 布蘭登堡-安斯巴赫的卡羅琳公主1683年3月1日出生 1737年11月20日逝世    |          |          | 1727—1737年 （10年162天） | 1727年10月22日          | 英王喬治二世1683年11月9日出生 1727年6月11日即位 1760年10月25日逝世    | 1705年8月22日  | [ 19 ]        |
| 梅克倫堡-施特雷利茨的夏綠蒂公主1744年5月19日出生 1818年11月17日逝世 |          |          | 1761—1818年 （57年70天）  | 1761年9月22日           | 英王喬治三世1738年6月4日出生 1760年10月25日即位 1820年1月29日逝世     | 1761年9月8日   | [ 20 ]        |
| 布藍茲維-沃爾芬比特爾女公爵卡羅琳1768年5月17日出生 1821年8月7日逝世 |          |          | 1820—1821年 （1年190天）  | 被禁止出席 加冕典禮     | 英王喬治四世1762年8月12日出生 1820年1月29日即位 1830年6月26日逝世     | 1795年4月8日   | [ 15 ]        |
| 薩克森-邁寧根的阿德萊德公主1792年8月13日出生 1849年12月2日逝世      |          |          | 1830—1837年 （6年359天）  | 1831年9月8日            | 英王威廉四世1765年8月21日出生 1830年6月26日即位 1837年6月20日逝世     | 1818年7月13日  | [ 21 ]        |
| 薩克森-科堡-哥達的艾伯特王子1819年8月26日出生 1861年12月14日逝世    |          |          | 1840—1861年 （21年307天） | 因身為男性配偶 而未加冕 | 英女王維多利亞1819年5月24日出生 1837年6月20日即位 1901年1月22日逝世   | 1840年2月10日  | [ 22 ] [ 23 ] |
| 薩克森-科堡-哥達王朝                                                |          |          |                           |                         |                                                                       |                |               |
| 丹麥的的亞歷山德拉公主1844年12月1日出生 1925年11月25日逝世          |          |          | 1901—1910年 （9年104天）  | 1902年8月9日            | 英王愛德華七世1841年11月9日出生 1901年1月22日即位 1910年5月6日逝世    | 1863年3月10日  | [ 24 ] [ 25 ] |
| 溫莎王朝                                                            |          |          |                           |                         |                                                                       |                |               |
| 特克的維多利亞·瑪麗郡主1867年5月26日出生 1953年3月24日逝世          |          |          | 1910—1936年 （25年259天） | 1911年6月22日           | 英王喬治五世1865年6月3日出生 1910年5月6日即位 1936年1月20日逝世       | 1893年7月6日   | [ 26 ] [ 27 ] |
| 伊莉莎白·鮑斯-萊昂女勳爵1900年8月4日出生 2002年3月30日逝世          |          |          | 1936—1952年 （15年57天）  | 1937年5月12日           | 英王喬治六世1895年12月14日出生 1936年12月11日即位 1952年2月6日逝世    | 1923年4月26日  | [ 28 ] [ 29 ] |
| 菲利普·蒙巴頓爵士1921年6月10日出生 2021年4月9日逝世                 |          |          | 1952—2021年 （69年62天）  | 因身為男性配偶 而未加冕 | 英女王伊莉莎白二世1926年4月21日出生 1952年2月6日即位 2022年9月8日逝世 | 1947年11月20日 | [ 8 ] [ 9 ]   |
| 卡蜜拉·帕克·鮑爾斯1947年7月17日出生                                 |          |          | 2022年至今                | 2023年5月6日            | 英王查爾斯三世1948年11月14日出生 2022年9月8日即位                     | 2005年4月9日   | [ 3 ] [ 4 ]   |